# Výklenková kaple se sochou svatého Jana Nepomuckého v Liboci
Výklenková kaple se sochou svatého Jana Nepomuckého v Liboci v Praze se nachází v ohradní zdi na křižovatce ulic Libocká a U stanice, poblíž Litovického potoka. Je chráněna jako nemovitá kulturní památka České republiky.

## Historie
Výklenková kaple se sochou svatého Jana Nepomuckého původně stála včleněna do ohradní zdi nedaleké hospodářské usedlosti čp. 10. Kolem roku 1983 proběhla demolice usedlosti a kaplička byla pravděpodobně také zbořena. Poté mezi lety 1985–1988 byla nově postavena (její ne zcela věrná kopie) na současném místě. V roce 2008 byla opravována, dozdívána, doplněna o mříž a dvojramenný kříž. Socha je původní a pochází z druhé poloviny 18. století.

## Popis
Proti původnímu stavu je kaple snížena - značně snížen byl oblouk segmentu, který je nesen dvojicí pilastrů s ionskými hlavicemi s kanelurami a píšťalami. Na jeho obou stranách byly zrušeny jehlany, odstraněn byl i dvouramenný kříž na vrcholu.
Socha je provedena v klasickém stylu. Postava světce je oděna v kanovnickém rouchu s kožešinovou mozettou. V levé ruce drží biret, pravou stranou se nachyluje ke kříži.